# Bombylius syndesmus
Bombylius syndesmus är en tvåvingeart som först beskrevs av Daniel William Coquillett 1894.  Bombylius syndesmus ingår i släktet Bombylius och familjen svävflugor. Inga underarter finns listade i Catalogue of Life.